# Castletown (Isle of Man)
Castletown (Manx Balley Chashtal) ist eine Kleinstadt im Süden der Isle of Man und war bis 1874 Hauptstadt der Insel. Castletown ist neben Douglas, Ramsey und Peel eine von vier Städten (Towns) der Isle of Man. Der Ort hat derzeit 3.109 Einwohner (Stand: 2006) und ist damit die sechstgrößte Siedlung auf der Isle of Man.

## Geschichte
Die Wurzeln Castletowns können bis ins Jahr 1090 zurückverfolgt werden. Bis das Parlament im Jahr 1874 in die heutige Hauptstadt Douglas verlegt wurde, war Castletown die Hauptstadt der Isle of Man. Die Stadt ist von schmalen Gassen und Fischerhäusern geprägt. Die ersten Telefonanschlüsse wurden in Castletown 1901 in Betrieb genommen. In den 1970er-Jahren endete der kommerzielle Handelsverkehr im Hafen von Castletown.

## Geographie
Castletown liegt im Südosten der Isle of Man an der Küste der Castletown Bay und gegenüber der Langness-Halbinsel. Die Stadt liegt am Rande eines lange erloschenen Vulkans, der heute fast unauffindbar ist. Die Entfernung zur Inselhauptstadt Douglas beträgt etwa 14 Kilometer. Der Ort wird vom Silverburn River durchflossen, der durch den Hafen in die Irische See mündet.
Castletown liegt im Parish of Malew, wird aber eigenständig verwaltet.

## Verkehr

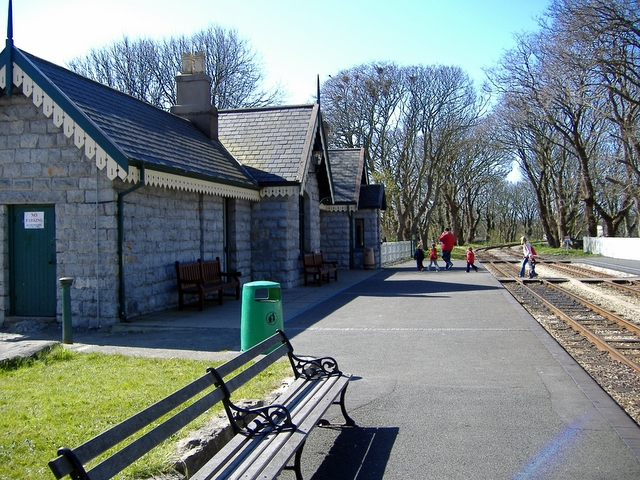
Bahnhof Castletown

Von Castletown aus verkehren regelmäßig Busse nach Douglas, Port St. Mary und Port Erin sowie gelegentlich nach Peel. Der Ort besitzt einen Bahnhof am Isle of Man Railway, einer dampfbetriebenen Schmalspurbahn, die Douglas mit Castletown und Port Erin an der Westküste der Insel verbindet.
Castletown liegt an mehreren primary roads: An der A 3, die Castletown mit Ramsey an der Nordküste verbindet sowie an der A 5, die von Douglas über Castletown nach Port Erin führt. Die A 25, die auch die historische Route von Castletown nach Douglas ist, wird durch die schnellere A 5 umgangen. Nordöstlich von Castletown befindet sich der Isle of Man Airport, der einzige zivile Flughafen auf der Isle of Man.
Castletown besitzt zwei Häfen: Den Inner Harbour, der nahe dem Stadtzentrum im Silverburn River liegt und etwa 400 Meter von der Mündung des Flusses entfernt ist, sowie den Seehafen Outer Harbour, der direkt unterhalb der Mündung des Silverburn River liegt. Bei Ebbe liegen im Outer Harbour viele Schiffe auf dem Grund auf.

## Sehenswürdigkeiten

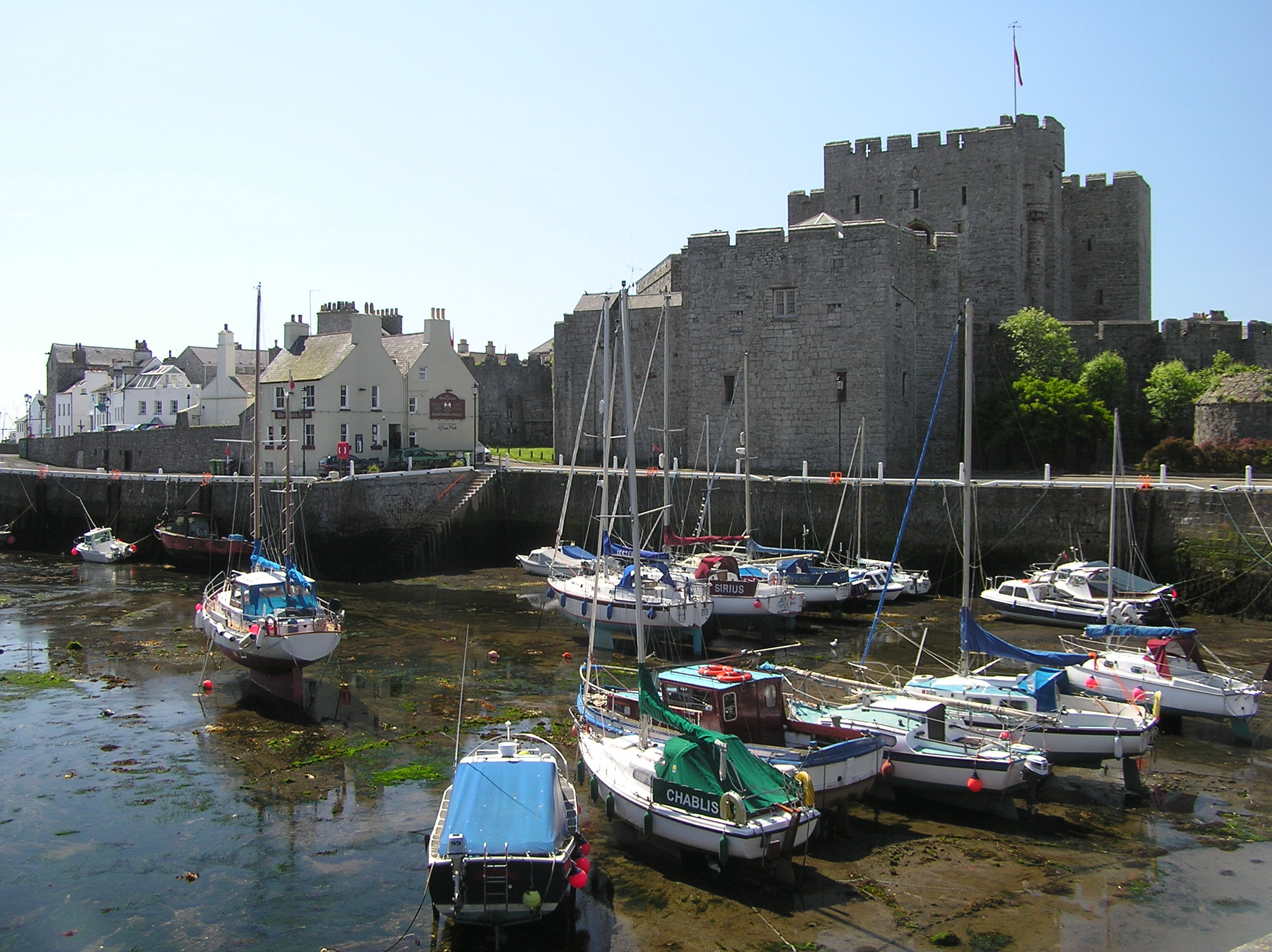
Castle Rushen

Die mittelalterliche Burg Castle Rushen befindet sich im Zentrum von Castletown und ist am Marktplatz der Stadt sowie am Silverburn River gelegen. Sie gilt als eine der besterhaltenen mittelalterlichen Burgen in Europa. Die Burg entstand während des 13. Jahrhunderts, als die Isle of Man zum norwegischen Königreich gehörte. Danach wurde sie kontinuierlich erweitert. Castle Rushen wurde um 1990 saniert und ist seitdem ein Manx National Heritage site.
Das Old House of Keys war einst Standort für das Inselparlament Tynwald, dessen Funktionen nun das House of Keys in Douglas wahrnimmt. Es dient heute als Museum. Eine weitere Sehenswürdigkeit in Castletown ist das Nautische Museum, das 1951 eröffnet wurde und sich neben der Mündung des Silverburn River befindet. Das wichtigste Objekt des Museums ist die 1791 gebaute Yacht Peggy, die 1935 in einem Bootskeller gefunden und später an das Museum übergeben wurde. Die Old Grammar School befindet sich in der Nähe des Outer Harbours und wurde ursprünglich um 1200 als Kapelle erbaut. Der Schulbetrieb in der Old Grammar School wurde in den 1930er-Jahren eingestellt. Sie ist heute als Museum öffentlich zugänglich.
Das Castle Rushen in Castletown ist außerdem Ausgangspunkt des Fernwanderwegs Millennium Way, der von Castletown nach Ramsey führt und 1979 eröffnet wurde. Die Stadt ist außerdem eine Station auf dem Fernwanderweg Raad ny Foillan, der 1986 eröffnet wurde und ringsherum um die Küste verläuft.
Das Schiffsgrab von Balladoole liegt innerhalb einer ovalen eisenzeitlichen Einfriedung, in der später ein frühchristlicher Friedhof entstand.